# Věc cti
Věc cti (v anglickém originále A Matter of Honor) je v pořadí osmá epizoda druhé sezóny seriálu Star Trek: Nová generace.

## Příběh
Jako součást výměnného programu důstojníků je komandér Riker dočasně převelen na klingonskou loď Pagh, zatímco Benzit Mendon je přidělen na USS Enterprise D. Wesley si splete Mendona s Mordockem, jiným Benzitem, se kterým skládal přijímací zkoušky na Akademii. Rychle se omluví a s Mendonem se spřátelí. Riker, který se od Worfa nechal poučit o klingonských tradicích, se ujímá své role prvního důstojníka na klingonské lodi, což musí učinit s pomocí síly, jakmile je učiněn pokus o zpochybnění jeho autority. Tím potěší kapitána Kargana. Než Pagh odletí, Mendon si na něm povšimne kus jakéhosi podivného materiálu, ale nic kapitánu Picardovi neoznámí.
Worf brzy objeví něco podobného na trupu Enterprise a zjistí, že se jedná o formu života a že trup poškozuje. Mendon prozradí, že věděl o stejné věci na klingonské lodi. Picard jej pokárá za včasné nesdělení důležité informace a rozkáže Pagh znovu najít, jako že onen cizí organismus bude dozajista škodlivější pro loď staršího data výroby. Během cesty pak Mendon, Wesley a další členové posádky objeví prostředky, jak se vetřelce bezpečně zbavit.
Na Paghu mezitím Karganova posádka také objeví zmíněný organismus a Kargan obviní Rikera, že se jedná o zbraň Federace. Poukazuje na to, že Enterprise při setkání obou lodí masivně skenovala oblast. Jelikož je již Enterprise poblíž, Pagh se zamaskuje a udržuje komunikační klid. A to dokonce i tehdy, když Enterprise odvysílá zprávu, jak organismus odstranit. Riker se připravuje použít transpondér, který dostal od Worfa v případě, že by se potřeboval urgentně transportovat zpět na Enterprise, ale Kargan mu jej vezme v domnění, že je to zbraň. Když jej aktivuje, octne se na Enterprise a je zadržen Worfem. Pagh se nyní pod vedením Rikera demaskuje a požaduje, aby se Enterprise vzdala, na což Picard reaguje pousmáním a deaktivací štítů. Poté je klingonské lodi pomoženo s odstraněním nežádoucí entity a Kargan je navrácen zpět na svou loď.